# 425 Cornelia
Cornelia (asteroide 425) é um asteroide da cintura principal com um diâmetro de 63,85 quilómetros, a 2,7088339 UA. Possui uma excentricidade de 0,0618214 e um período orbital de 1 792 dias (4,91 anos).
Cornelia tem uma velocidade orbital média de 17,52848273 km/s e uma inclinação de 4,05199º.
Esse asteroide foi descoberto em 28 de Dezembro de 1896 por Auguste Charlois.